# Minuthodes
Minuthodes is een geslacht van kevers uit de familie van de loopkevers (Carabidae). De wetenschappelijke naam van het geslacht is voor het eerst geldig gepubliceerd in 1941 door Andrewes.

## Soorten
Het geslacht Minuthodes omvat de volgende soorten:
- Minuthodes atratus Baehr, 2006
- Minuthodes biplagiatus Baehr, 1998
- Minuthodes brachyderus (Chaudoir, 1869)
- Minuthodes demarzi Baehr, 1989
- Minuthodes froggatti (W.J.Macleay, 1888)
- Minuthodes irregularis Darlington, 1968
- Minuthodes laticeps (Chaudoir, 1869)
- Minuthodes lineellus (Chaudoir, 1869)
- Minuthodes metallicus Darlington, 1968
- Minuthodes minimus (W.J.Macleay, 1864)
- Minuthodes multisetosus Baehr, 1998
- Minuthodes niger (Emden, 1937)
- Minuthodes papuanus (Sloane, 1917)
- Minuthodes queenslandicus (Sloane, 1917)
- Minuthodes rectimargo Baehr, 2006
- Minuthodes regularis Darlington, 1968
- Minuthodes serratus Baehr, 1989
- Minuthodes sexualis Darlington, 1968
- Minuthodes simplex Darlington, 1968
- Minuthodes trimaculatus Baehr, 2001
- Minuthodes walfordi Baehr, 1994